# Autel de Tavèrnoles
L'autel de Tavèrnoles est un autel roman daté de la seconde moitié du XIIe siècle et provenant du monastère Saint-Saturnin de Tavèrnoles, qui se trouve actuellement exposé au musée national d'Art de Catalogne à Barcelone. Il est remarquable par ses dimensions et par la thématique de l'œuvre, neuf évêques. L'œuvre a été achetée par le musée en 1907 (le devant); les côtés  proviennent de la collection Muntadas et ont été achetés en 1956.
L'autel de Tavèrnoles peint à tempera sur bois, a des dimensions qui sont plus grandes que d'habitude pour ce type de tableaux destinés à décorer l'autel d'une église ou d'un monastère ; on peut penser qu'il s'agit d'un sarcophage ou d'un retable, mais la théorie de l'autel est toujours acceptée, étant donné que le monastère de Sant Serni de Tavèrnoles, situé à les Valls de Valira, dans l'Alt Urgell, avait une grande importance dans la zone et qu'il est possible que ce monastère ait eu un autel de ces dimensions pour les grandes célébrations liturgiques.
Sur l'autel figurent neuf évêques, parmi lesquels, celui du centre est probablement Saint Sernin, un martyr de Toulouse. Les évêques qui apparaissent à ses côtés, sont Martin et Brice et sont identifiés grâce à des inscriptions.